# بلتري (طب)

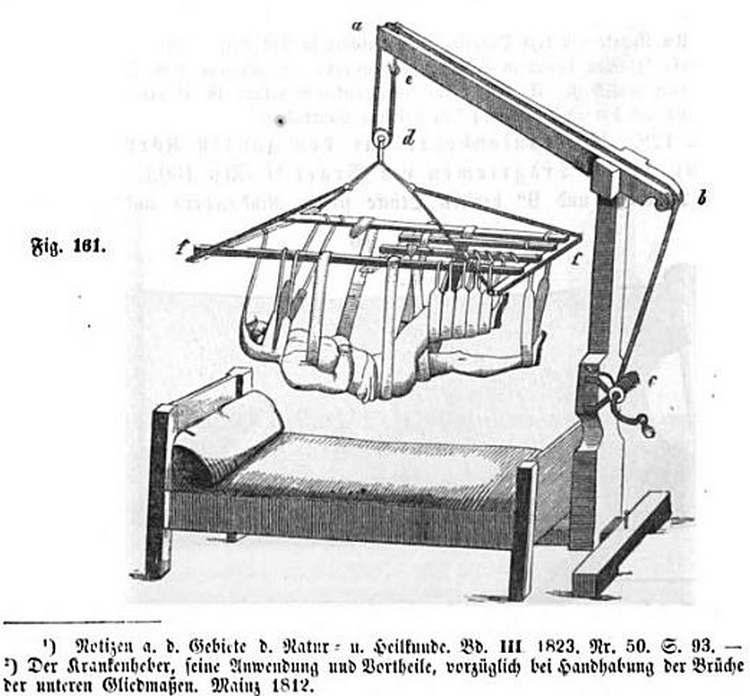
البلتري.

بلتري (بالإنجليزية: Beltri)‏ هو اختصار مصعد متوازن لحمل الأفراد الراقدين (بالإنجليزية: Balance Elevator-Lift for Tractioning Recumbent Individuals)‏، وهو جهاز مصمم لنقل المريض ملازم الفراش. يتكون من هيكل معدني به بكرات وحبال ويستخدم ثقل لرفع وزن المريض دون صعوبة. تم إدخاله لأول مرة في النمسا في القرن التاسع عشر من قبل الدكتور كارل إمرت ويستخدم الآن في جميع أنحاء العالم من قبل العديد من الممرضين والأطباء.